# 1814 год в истории железнодорожного транспорта
 1814 год в истории железнодорожного транспорта 

## События

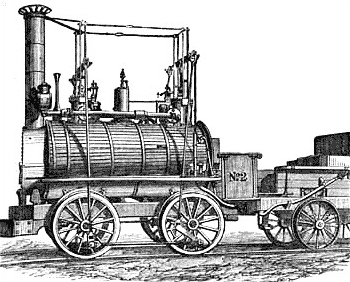
Джордж Стефенсон Блюхер

### Июль
- 25 Июль – Джордж Стефенсон запускает в эксплуатацию свой первый паровоз — Блюхер для шахты Киллингворт в Тайнсайде в Англии.

## Персоны

### Январь
- 21 Январь – Вендел Боллман, американский проектировщик железнодорожного моста Боллман-Трасс (умер в 1884 г.).
- 30 Январь – родился Шихау, Фердинанд, Германия инженер-механик и основатель локомотивостроительной компании Schichau-Werke (умер 1896).

### Май
- 26 май – Вильгельм Энгерт, немецкий конструктор паровозов (умер 1884).

### Сентябрь
- 11 Сентябрь – Джон Рэмсботтом, управляющий Манчестерской и Бирмингемской железной дороги (умер 1897).

### Неизвестная дата
- Эндрю Барклай — шотландский производитель паровозов (умер 1900).[1][2]